# 1789
1789 (MDCCLXXXIX) je bilo navadno leto, ki se je po gregorijanskem koledarju začelo na četrtek, po 11 dni počasnejšem julijanskem koledarju pa na ponedeljek.

## Dogodki
- 14. julij - jezna pariška množica zavzame jetnišnico Bastiljo in sproži francosko revolucijo.
- 11. avgust - francoska Narodna skupščina razpusti fevdalizem in razlasti cerkvene redove.
- Martin Heinrich Klaproth odkrije kemijski element cirkonij

## Rojstva
- 16. marec - Georg Simon Ohm, nemški fizik († 1854)
- 9. september - William Cranch Bond, ameriški astronom († 1859)

## Smrti
- 12. januar - Lovrenc Bogović, gradiščanski (hrvaški) pisatelj in frančiškanski menih (* 1723)
- 21. januar - Paul-Henri Thiry, baron d'Holbach, nemško-francoski filozof, enciklopedist (* 1723)
- 7. april – Abdul Hamid I., sultan Osmanskega cesarstva (* 1725)
- 9. april - Miura Baien, japonski konfucijanski filozof in ekonomist (* 1723)
- 20. maj – Matija Cvetan, katoliški duhovnik v Porabju s Primorske (* 1733)